# آنا ابره‌گن
آنا اُبره‌گُن (اسپانیایی: Ana Obregón‎؛ زادهٔ ۱۸ مارس ۱۹۵۵) بازیگر، مجری تلویزیون اهل اسپانیا است. او مدرک کارشناسی ارشد خود را در رشته زیست‌شناسی با گرایش جانورشناسی از دانشگاه کمپلوتنسه مادرید و مدرک کارشناسی ارشد مدیریت کسب‌وکار/بازرگانی در حوزهٔ شرکت‌های ساختمانی و املاک دریافت کرد.

از فیلم‌ها یا برنامه‌های تلویزیونی که وی در آنها نقش داشته‌است می‌توان به راز صحرا، قمار، تورنته ۴: بحران مرگبار و چشم غیرمسلح اشاره کرد.